# Chromatographie à interaction hydrophile

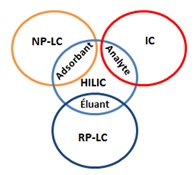
Figure 1. La chromatographie d’interaction hydrophile par rapport aux autres types de chromatographie : Chromatographie sur phase normale (NP-LC), chromatographie sur phase inverse (RP-LC) et chromatographie à ions (IC).

La chromatographie à interaction hydrophile (HILIC) est une technique de chromatographie qui permet la séparation de petites molécules polaires. Elle requiert l'utilisation d'une phase mobile constituée d'un solvant organique miscible dans l'eau, souvent l'acétonitrile, et d'un tampon aqueux. La séparation est le résultat d'un partage ou une adsorption de l'analyte dans une couche enrichie d'eau sur la phase stationnaire polaire.

## Historique
La chromatographie liquide à haute performance (HPLC) a fait son apparition dans les années 1970 et elle a depuis beaucoup évolué. Au fil des années, la technique HPLC a été optimisée et modifiée par la découverte de phases stationnaires permettant de séparer différents composés et d’assurer une séparation efficace. Parmi les différentes phases stationnaires aujourd’hui utilisées en HPLC, on retrouve la phase inverse (RP) et la phase normale (NP), mais aucune de ces deux phases ne permet de séparer efficacement les molécules polaires.
La chromatographie liquide à interaction hydrophile (HILIC) permet, quant à elle, de séparer de petites molécules polaires. La chromatographie HILIC associe trois modes de séparation, soit la séparation sur phase normale, sur phase inverse et la chromatographie à ions (IC) (Figure 1) En effet, les phases stationnaires utilisées sont les mêmes que pour une NPLC, les éluants sont les mêmes que ceux utilisés lors de RPLC et des composés chargés sont utilisés comme en IC. Le nom « HILIC » a été proposé par Dr Andrew Alpert en 1990 dans sa publication portant sur la séparation de composés polaires, tel que les peptides et les acides nucléiques. Il fut le premier à observer que l’ordre d’élution des composés sur une phase stationnaire hydrophile est l’inverse à celui obtenu à partir d’une phase stationnaire apolaire. Depuis, une multitude de séparations efficaces avec diverses molécules polaires ont été réalisées.

## Mécanisme de séparation et sélectivité
Le mécanisme exact de la chromatographie d’interaction hydrophile est encore sujet à débat. Toutefois, les experts s’accordent sur le fait que le mécanisme implique une séparation de l’analyte polaire à l’intérieur et à l’extérieur d’une couche d’eau adsorbée à la surface de la phase stationnaire polaire (Figure 2). Alpert considère que les interactions dipôle-dipôle peuvent être responsables du partage des solutés entre les deux couches. Cependant, d'autres ont suggéré que le mécanisme HILIC était similaire à celui de la chromatographie en phase normale, étant donné que les forces d'interaction comprenaient à la fois les interactions dipôle-dipôle et les liaisons hydrogène. Des études sont encore en cours pour démontrer s’il s’agit bel et bien d’un mécanisme de partage ou bien d’adsorption.
Dans les systèmes à phases normales, la rétention peut être exprimée selon l’équation de Snyder-Soczewinski :
{\displaystyle logk=logk_{b}-nlogX_{b}}

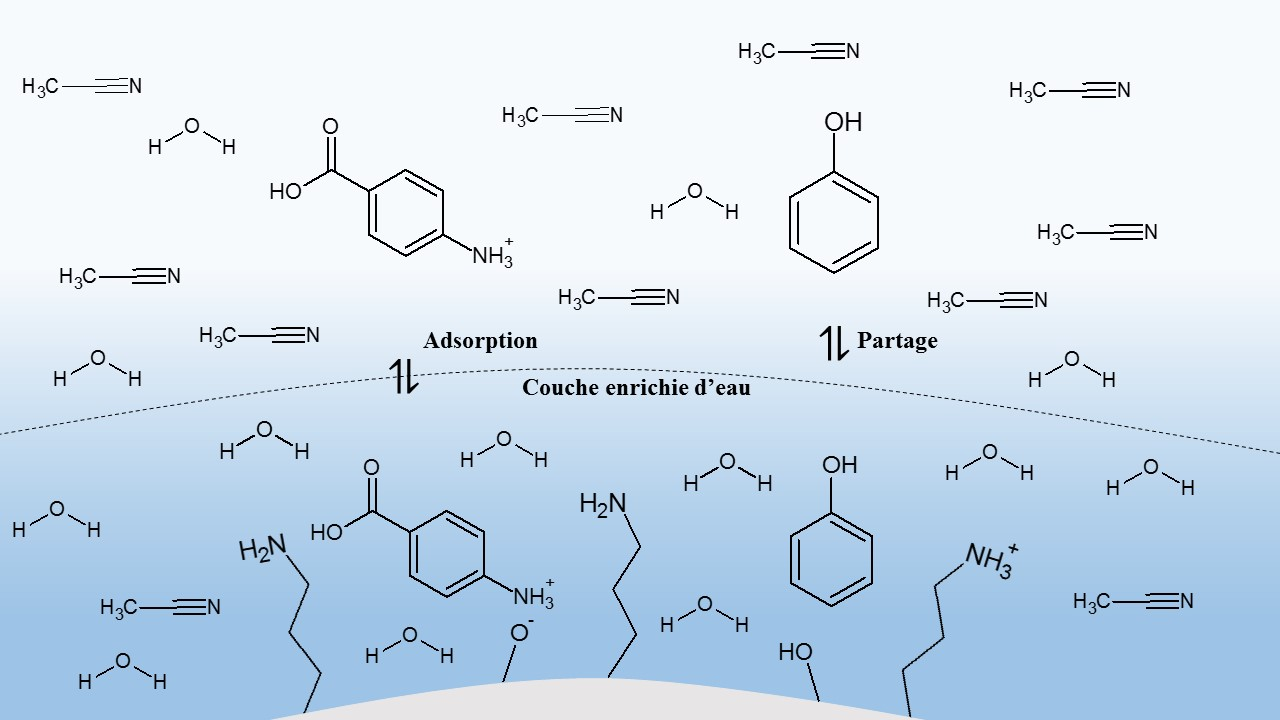
Figure 2. Représentation de la couche d’eau adsorbée à la surface de la phase stationnaire

 où n est le nombre de molécules de solvant fort (B) déplacées par l’analyte, kb est la valeur de k lorsque B est utilisé et Xb est la fraction molaire du solvant fort B dans la phase mobile. Une étude a été faite sur la relation entre le log k  et la fraction volumique de l’eau où le graphe permettait de déterminer s’il s’agissait d’un mécanisme d’adsorption ou de partage. Les résultats n’ont pas été concluants puisqu’il peut y avoir une source d’erreur au niveau de la contribution des effets de rétention ionique. Il est possible que le mécanisme puisse être un mélange d'adsorption et de partage (et d'échange d'ions pour certains analytes). Néanmoins, de nombreux chercheurs continuent de considérer le partage comme un facteur majeur du mécanisme de séparation.
La rétention dans la chromatographie HILIC est proportionnelle à la polarité de l’analyte et inversement proportionnelle à celle de la phase mobile. Alors Xb signifie la fraction volumique de l’eau plutôt que celle du solvant organique.  C’est donc la fraction volume de l’eau qui est utilisée pour décrire les effets de la phase mobile dans le mode HILIC où le partage entre l’eau adsorbée et la phase mobile contrôle la rétention.
En général, la rétention se base sur le partage hydrophile de l’analyte polaire entre la phase mobile et la couche d’eau sur la phase stationnaire. Toutefois, il peut y avoir des phénomènes d’adsorption par liaisons hydrogène ou par interactions électrostatiques. Les mécanismes de rétention sont donc influencés par les propriétés de l’analyte, la phase stationnaire et la composition de la phase mobile.

## Phase stationnaire et surface

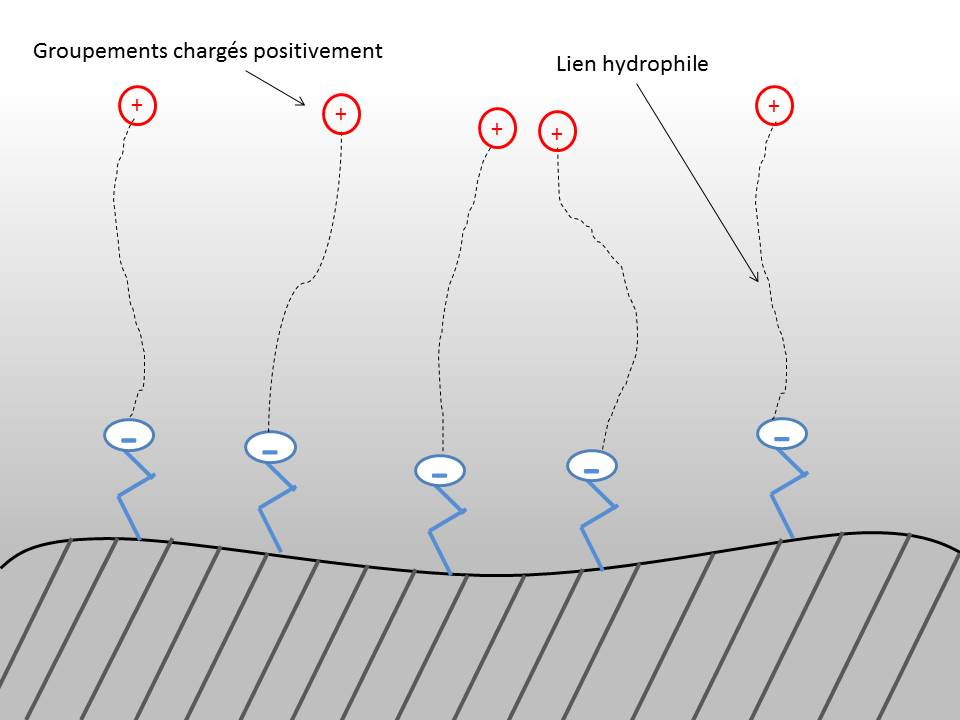
Figure 3. Phase zwitterionique – Longue chaine hydrophile.

Il existe une grande variété de phases stationnaires pour la chromatographie d’interaction hydrophile. La plupart des phases stationnaires sont basées sur des supports de silice classique ou des gels de silice modifiés à l’aide de groupes fonctionnels polaires. Des phases stationnaires à base de polymères peuvent aussi être utilisées.  Toutefois, la silice vierge est grandement utilisée et représente environ 35 % des applications publiées. Cette phase permet une bonne rétention au niveau des composés positivement chargés en raison des interactions électrostatiques dues aux groupements silanols chargés négativement,.
La phase zwitterionique est également employée (Figure 3). Cette phase consiste en un groupement sulfoalkylbetaïne possédant un groupement acide fort et un groupement basique fort. Les groupements acide fort et basique fort, respectivement l’acide sulfonique et ammonium quaternaire, sont séparés d’une courte chaîne alkyl. Le partage hydrophile et les interactions électrostatiques permettent donc aux composés chargés (positivement ou négativement) d’être retenus.
Il existe aussi des phases neutres contenant des groupements amides ou diol.

## Phase mobile
Une phase mobile typique pour la chromatographie HILIC comprend des solvants organiques polaires miscibles à l'eau tels que l'acétonitrile avec une petite quantité d'eau. Cependant, tout solvant aprotique miscible dans l'eau (par exemple le tétrahydrofurane, le THF et / ou le dioxane) peut être utilisé. Des alcools peuvent également être adoptés. Toutefois, une concentration plus élevée est nécessaire pour obtenir le même degré de rétention de l'analyte par rapport à une combinaison solvant-eau aprotique. Ceci résume la force d’élution des solvants, en ordre croissant :
Acétone < Isopropanol  Propanol < Acétonitrile < Éthanol < Dioxane < DMF  Méthanol < Eau 

## Additifs de la phase mobile
Les additifs ioniques sont utilisés pour contrôler le pH et la force ionique de la phase mobile, par exemple l’acétate d’ammonium et le formiate d’ammonium. Pour la chromatographique d’interaction hydrophile, ils contribuent à la polarité de l’analyte, ce qui peut entrainer des changements importants dans la rétention. Si on utilise des analytes ionisables, par exemple les aminosides, il faut s’assurer que le pH est ajusté afin que l’analyte soit seulement sous une forme ionique.
L'augmentation de la concentration du tampon diminue la rétention si la rétention est basée sur l'échange d'ions.  Alors qu’en l'absence d'échange ionique, cela peut affecter la solvatation.
Aucun tampon n'est nécessaire pour séparer des analytes polaires neutres (par exemple des hydrates de carbone). L'utilisation d'autres sels (tels que le perchlorate de sodium 100-300 mM) solubles dans des mélanges de solvants organiques élevés (environ 70 % d'acétonitrile) peut être utilisée pour augmenter la polarité de la phase mobile afin d'obtenir l'élution.

## Influence du pH
Lors d’une chromatographie à interactions hydrophiles, le pH de la phase mobile a une grande influence sur la séparation de l’analyte puisque les molécules sont de natures ioniques, c’est-à-dire acides ou alcalines. En effet, tout dépendant du pH de la phase mobile, certains analytes peuvent être protonés ou déprotonés en fonction de leur pKa et peuvent donc être plus ou moins solubles dans la phase mobile. Ainsi, si les molécules sont plus solubles dans la phase mobile, elles sont moins retenues par la phase stationnaire et l’inverse est vrai aussi. Cela a un impact sur le temps de rétention des molécules tout comme sur la sélectivité. Également, le pH peut avoir un impact sur la nature de la phase stationnaire. À pH⁓5-9, les groupements silanols de la silice seront ionisés et auront une plus forte attraction électrostatique avec les cations (base) et une moins grande attraction envers les anions (acides).

## Mode cationique et mode anionique
Afin de séparer des solutés ayant la même charge que la phase stationnaire, il est possible d’utiliser le mode HILIC avec une phase stationnaire échangeuse d’ion, aussi appelé ERLIC (electrostatic repulsion-hydrophilic interaction chromatography). La nature de la phase stationnaire peut être échangeuse de cations ou échangeuse d’anions. Ainsi, dans le cas d’une phase stationnaire échangeuse de cations, les molécules chargées négativement sont plus retenues que les molécules chargées positivement. Par exemple, les acides aminés sortiraient en premier de la colonne puisqu’ils exercent des forces électrostatiques de répulsion sur la phase stationnaire.

## Domaines d’application
La chromatographie d’interaction hydrophile est utilisée pour analyser les petites molécules polaires. Les molécules de plus grandes tailles ionisables plus ou moins hydrophiles tels que les biomarqueurs, nucléosides/nucléotides, acides aminés, peptides et protéines, saccharides, glycosides, oligosaccharides, médicaments hydrophiles et plusieurs autres composés ionisables polaires peuvent aussi être analysés par le mode HILIC.
Un domaine important de la chromatographie d’interaction hydrophile est l’analyse des glycanes et des glycoprotéines. En effet, à la suite de la dérivation du glycane avec du 2-aminobenzamide (2-AB), la HILIC couplée à la détection par fluorescence permet d’analyser le glycane.  La rétention des glycanes, éluant souvent de plus petit au plus grand, est généralement associée à la quantité de groupements polaires présents sur la molécule. Parfois, les interactions électrostatiques, dipôle-dipôle et les liaisons hydrogène peuvent influencer l’élution.
Par ailleurs, l’analyse des peptides et protéines est une autre application de la chromatographie d’interaction hydrophile. Couplée avec la chromatographie en phase inverse (RPLC), la chromatographie d’interaction hydrophile est très utile pour l’analyse protéomique puisque celle-ci propose une meilleure capacité de pics que la chromatographie par échange cationique fort (SCX). Finalement, le mode HILIC comprend le domaine des métabolites et l’analyse biomédicale. Par exemple, l’évaluation de la toxicité, le développement de médicaments, la phytochimie, le diagnostic chez l’homme et la femme et la nutrition. Dans les domaines ci-dessus, le mode HILIC couplé à la spectrométrie de masse permet une meilleure sensibilité et l’analyse directe des extraits organiques par rapport au mode RPLC-MS, soit la chromatographie en phase inverse ainsi jumelé à la spectrométrie de masse.

## Avantages et inconvénients
Le grand avantage de la chromatographie hydrophile est son efficacité à séparer des composés polaires et ionisables, comparativement à la chromatographie en phase inverse (RPLC) qui est moins efficace pour de tels composés. En effet, puisque le mode RPLC repose sur des interactions hydrophobes, il peut être difficile de séparer des composés polaires dû aux faibles interactions de ceux-ci avec la phase stationnaire.  De plus, comparativement à RPLC, la HILIC peut être couplée avec un spectromètre de masse muni d'une source à électronébullisation. Cela est dû au fait que la chromatographie d’interaction hydrophile utilise des solvants à teneur élevée en matière organique et plus volatils que la chromatographie en phase inverse. Cela a pour effet de permettre une ionisation et une désolvatation plus efficace des analytes,.
Également, la chromatographie hydrophile utilise comme phase mobile des solvants ayant une faible viscosité ce qui génère des pressions beaucoup plus petites pour séparer les composés que pour une chromatographie en phase inverse. Effectivement, puisque les solvants s’écoulent plus facilement, la pression nécessaire pour faire descendre le solvant dans la colonne est moins grande. Cela a pour impact de pouvoir utiliser des colonnes plus longues ou des colonnes dont la taille des billes est plus petite ce qui augmente l’efficacité des séparations. Il est aussi possible d’effectuer des séparations avec des temps d’analyse plus courts en raison du plus grand débit de la phase mobile.
Un autre avantage de la chromatographie HILIC pour la séparation de composés polaire est la forme de pics des analytes sur le chromatogramme. En effet, les pics obtenus sont minces et bien définis alors qu’avec une NPLC, ils sont asymétriques.
Par contre, malgré les multiples avantages, cette méthode de séparation contient aussi ses désavantages. En effet, un des plus grands désavantages du mode HILIC est qu’il nécessite principalement l’ACN comme phase mobile; l’ACN étant un solvant plutôt dispendieux et moins abondant que certains autres solvants tels que le MeOH. De plus, cette méthode ne permet pas de séparer les mélanges de molécules dont la structure se ressemble. En effet, les interactions hydrophiles étant très similaires pour de telles molécules, celles-ci sortiront de l’appareil au même moment. Il est difficile d’interpréter le chromatogramme d’une séparation HILIC puisque le mécanisme de rétention des analytes par la phase stationnaire n’est pas encore très bien compris et est très complexe. La phase mobile, quant à elle, doit contenir suffisamment de sel puisque la présence d’un tampon dans la phase mobile influence la forme des pics et assure une meilleure séparation. Finalement, le mode HILIC ne permet de pas séparer des composés hydrophobes comparativement à la chromatographie en phase inverse. En effet, ces composés n’ont pas assez d’interactions avec la phase stationnaire en HILIC pour que la séparation soit efficace,.